# SO-DIMM

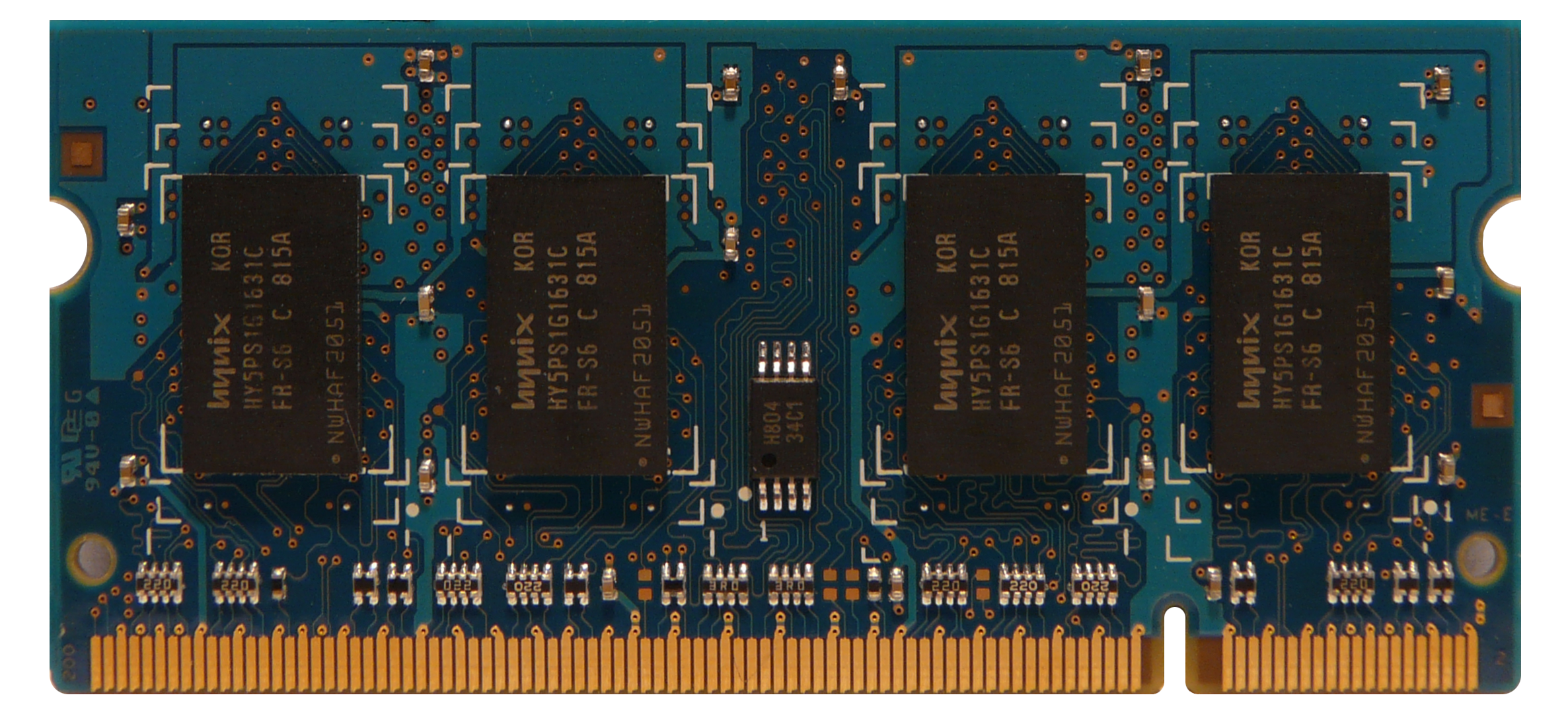
200-піновий модуль PC6400 DDR2 SO-DIMM

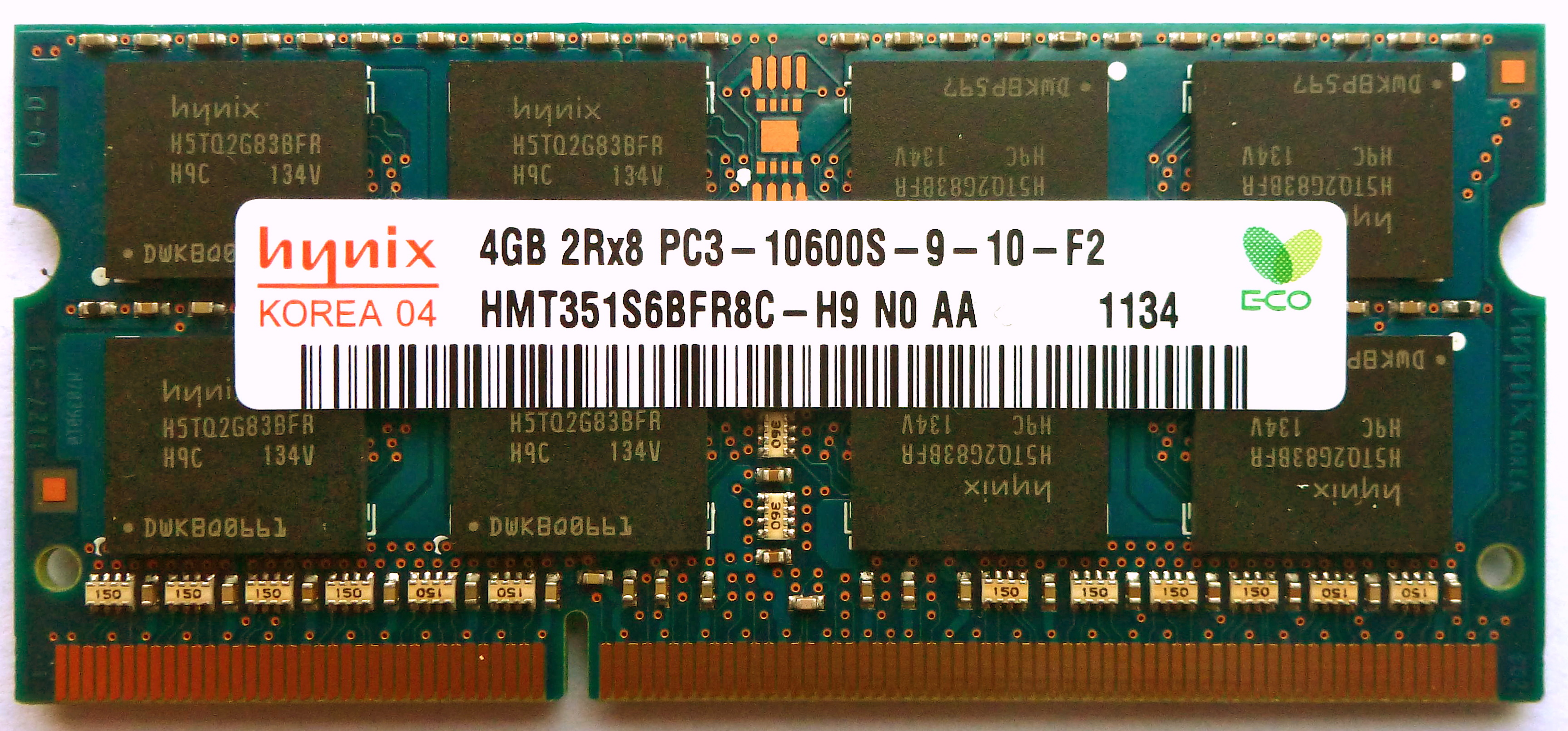
204-піновий модуль PC3-10600 DDR3 SO-DIMM

Порівняння 200-пінового DDR та DDR2 SDRAM SO-DIMM, і 204-пінового DDR3 DIMM модулів

SO-DIMM, SODIMM, чи малоконтурний двосторонній модуль пам'яті (small outline dual in-line memory module) — це вид комп'ютерної пам'яті, що побудована на основі мікросхем.
Модулі SO-DIMM є компактнішою альтернативою модулям DIMM, і є вдвічі меншою за розмірами, ніж DIMM. Вони використовуються у системах з обмеженою кількістю вільного місця, наприклад, ноутбуках, персональних комп'ютерах з низьким форм-фактором (наприклад, таких, що мають материнську плату Mini-ITX), високотехнологічних офісних принтерах, мережевому обладнанні типу маршрутизаторів та приладах мережевого зберігання даних NAS.

## Візуальна ідентифікація
Більшість видів модулів SO-DIMM можна впізнати неозброєним оком по відмінним вирізам, що відрізняють їх один від одного:
- 100-pin SO-DIMM мають два вирізи.[3]
- 144-pin SO-DIMM мають єдиний виріз біля середини[4]
- 200-pin SO-DIMM мають єдиний виріз біля одного з боків.[5] Точне розміщення вирізу різниться (читайте розділом нижче).
- 204-pin SO-DIMM (DDR3) мають єдиний виріз біля середини, але ближче до неї, ніж у 200-pin SO-DIMM.[6]
- 260-pin SO-DIMM (DDR4), розміри яких є 69.6 мм вшир та 30 мм вгору, є на 2 мм ширші за DDR3 SO-DIMM, із єдиним вирізом після 144 лінії передачі.[7]
- 260-pin SO-DIMM (UniDIMM),  розміри яких є 69.6 мм вшир та 30 мм вгору, мають єдиний виріз, розташований інакше, ніж на DDR3 SO-DIMMs.[8][9]

### Види 200-pin SO-DIMM
200-pin SO-DIMM можуть бути виду DDR та DDR2. У обох випадках, виріз розташований на одній п’ятій довжини плати (20 пінів + виріз + 80 пінів), проте у DDR2 виріз розташований трохи ближче до центру плати. Ці два типи пам’яті не є взаємозамінювані. Різне розташування вирізу розроблено для запобігання перехресного встановлення, на додаток полегшуючи візуальне розпізнання 200-пінових модулів SO-DIMM.
Цей варіант розроблений для запобігання спряжіння пам'яті та контролерів різних поколінь DDR через електричну несумісність. Модулі DDR SO-DIMM працюють з напругою 2.5В, в той час як модулі DDR2 SO-DIMM працюють з напругою 1.8В.

## Загальні характеристики
200- та 204-пінові модулі SO-DIMM мають розміри 67.6мм завдовжки та 31.75мм вшир, із максимальною загальною глибиною у 3.8мм.
Модулі SO-DIMM є приблизно однаковими за вольт- та амперними характеристиками у порівнянні з модулями DIMM, і незважаючи на менший розмір модулів пам'яті, технологія SO-DIMM не дає меншої продуктивності у порівнянні з більшими за розмірами модулями DIMM. Наприклад, модулі DDR3 SO-DIMM мають тактову частоту у 533МГц (1066MT/s, PC3-8500), CAS-латентність зі значенням 7, та більшу місткість типу 4 GB на модуль.
Модулі пам'яті DDR2 SO-DIMM зазвичай мають тактову частоту від 200 МГц до 400 МГц (PC2-6400).[джерело?]  204-пінові модулі SO-DIMM також можуть містити DDR3 SDRAM, з такими специфікаціями, як PC3-6400, PC3-8500, PC3-10600, PC3-14900 і PC3-17000.  260-пінові модулі UniDIMM можуть містити або DDR3, або DDR4 SDRAM, у залежності від їх конфігурації.  Деякі модулі SO-DIMM також надає функціонал ECC; небуферизовані модулі ECC SO-DIMM називаються SO-CDIMMs.
Модулі LowHal SODIMM вироблені з використанням низькогалогенного, безпечного для довкілля процесу, який не впливає на продуктивність процесора.